# 聯賽盃
聯賽盃是一種足球賽事形式，是淘汰制的盃賽，不少國家的聯賽賽會都會舉辦，通常供職業足球聯賽的球隊參加。聯賽盃的創立與國內盃賽（或主要盃賽）有所不同，後者通常對多個聯賽的球隊開放，往往涵蓋到地區業餘聯賽，並且這些球隊也是該國足球協會的成員。相比之下，聯賽盃的普及程度低於國內盃賽。除了聯賽和國內盃賽這兩大主要國內足球賽事外，還創造了一項新的國內足球成就，稱為「三冠王」。第一個國家聯賽三冠王是由愛爾蘭共和國的沙姆洛克流浪於1925年獲得的。
聯賽盃通常是在第二次世界大戰後引入的，例如英格蘭於1960年設立的英格蘭聯賽盃，而在其他國家，聯賽盃的創立與泛光燈球場數量的增加有關，這使得定期的周中比賽成為可能。在某些國家，聯賽盃曾經或仍然在初期階段設有小組賽，這些小組賽通常在主要聯賽賽季開始之前舉行，作為賽季的開端。
聯賽盃在部分國家視為國內第二級別的盃賽賽事：歷史最悠久的聯賽盃－蘇格蘭聯賽盃於	1947年成立，而蘇格蘭盃則早於1873年成立；愛爾蘭聯賽盃的前身愛爾蘭聯賽盾與愛爾蘭足協盃於1921年同時舉行，但重要性不及後者；英格蘭聯賽盃在現在當作英格蘭頂級球會的「雞肋」賽事，只會派出後備及青年球員上陣。

## 聯賽盃列表

### 亞洲
- 保利諾艾簡達拿盃
- 印尼總統盃
- 日本聯賽盃
- 約旦足總盾
- 科威特聯合會盃
- 馬來西亞盃
- 阿曼職業聯賽盃
- 卡塔爾星盃
- 泰國聯賽盃
- 阿聯酋聯賽盃
- 香港聯賽盃

### 歐洲
- 英格蘭聯賽盃
- 超級聯賽盃（FA Women's Premier League Cup，女子足球賽事）
- 芬蘭聯賽盃
- 冰島聯賽盃
- 愛爾蘭聯賽盃
- 以色列聯賽盃
- 北愛爾蘭聯賽盃
- 葡萄牙聯賽盃
- 蘇格蘭聯賽盃

#### 南美洲
- 阿根廷職業聯賽盃

### 已經停辦
- 丹麥聯賽盃
- 法國聯賽盃
- 德國足球協會聯賽盃
- 希臘聯賽盃
- 西班牙聯賽盃